# Renata Štolbová
Renata Štolbová (* 2. června 1958 České Budějovice) je česká malířka, ilustrátorka, grafička.

## Život, studia
Narodila se 2. června 1958 v Českých Budějovicích. Zde také od šesti let chodila do Lidové školy umění, kde se učila kreslit a malovat. Po maturitě na gymnáziu v Kaplici začala studovat obor čeština a výtvarná výchova na Pedagogické fakultě Univerzity Karlovy v Praze. V odborných studiích pak pokračovala v ateliéru grafiky a ilustrace na Vysoké škole uměleckoprůmyslové v Praze u profesora Zdeňka Sklenáře a Jiřího Mikuly. Po ukončení studia krátce vyučovala na Pedagogické fakultě v Praze, ale nakonec se začala věnovat jen svobodnému povolání. V oboru knižní ilustrace a bibliofilie spolupracovala s nakladatelskými domy Artia, Československý spisovatel, Melantrich, Portál, Odeon. Pracovala v oblasti divadelní a loutkové tvorby. Spolu s řezbářem Tomášem Štolbou vytvářela dřevěné malované betlémy. Malovala autorské šátky, navrhovala plakáty a drobnou grafiku, divadelní kostýmy.
Z Prahy se v roce 1989 přestěhovala do domku v Dobré Vodě u Českých Budějovic. Po přestěhování a po doplnění odborného vzdělání v oboru arteterapie (PhDr. Milan Kyzour) a integrované psychoterapie u profesora Ferdinanda Knoblocha, se věnovala v této oblasti dětem v centru pro rehabilitaci osob se zdravotním postižením Arpida v Českých Budějovicích.
Členství v Asociaci jihočeských výtvarníků, Sdružení Hortensia, Mezinárodní sdružení výtvarníků De Spirále se sídlem ve Vídni, Nové sdružení pražských výtvarníků.
Její díla jsou ve sbírkách v Čechách, v USA, Japonsku, Holandsku, Německu, Rakousku. Její domovskou galerií je Komorní galerie U Schelů v Českých Budějovicích
Od roku 2016 žije a pracuje pod Kletí v obci Holubov.

## Dílo

### Ilustrace, drobná grafika
- ŠIKULA, Vincent a CHAROUS, Emil, ed. Duo pro flétnu a lesní roh. Překlad Emil Charous. 1. vyd. v tomto uspoř.(S Rozárkou 2., přeprac. vyd., Lísky 1. vyd.). Praha: Odeon, 1986.180 s.
- BÉCQUER, Gustavo Adolfo a ULIČNÝ, Miloslav. Ztichlá harfa: [výbor veršů]. Překlad Miloslav Uličný.1.vyd.Praha: Odeon, 1986. 111 s
- CIBULA, Václav. O Enšpíglovi. 1.vyd. Praha: Albatros,1986. 31 s.
- VRBOVÁ, Alena. Čarodějný čas.1.vyd. Praha: Československý spisovatel,1988.72 s.
- VRBOVÁ, Alena. Rašení. 2.vyd.Praha: Československý spisovatel,1989. 424 s.
- FRYNTA, Emanuel, CIBULA, Václav a HULPACH, Vladimír. Europäische Heldensagen. Erlangen: Karl Müller, ©1991. 254 s.
- UHLOVÁ, Theresia-Benedicta. Neměj strach: dětské modlitby. 2.vyd. Praha: Portál, 1991. 34 s.
- TANSKÁ, Nataša. Postskripta. Praha: Mladá fronta 1991.237 s.ISBN 80-204-0221-7
- UHLOVÁ, Theresia-Benedicta. Raduji se s tebou: dětské modlitby. 2.vyd. Praha: Portál, 1991.34 s.
- FABIÁNOVÁ, Tera. Sar me phiravas andre škola = Jak jsem chodila do školy. Překlad Milena Hübschmannová.1.vydání. České Budějovice: ÚDO České Budějovice, 1992. 23 s.
- PINTÍŘ, Adolf a ŠTOLBOVÁ, Renata. Já mám děti rád. Vyd.1. České Budějovice: Sdružení sv. Jana Neumanna, 1995. [22] s.
- KOVÁŘ, Daniel. Lázeňství na Českobudějovicku. Rudolfov: Jelmo 1996.139 s.
- ŠTOLBOVÁ, Renata. Radniční bál: 4. dubna 1998: v DK Metropolu [České Budějovice] [grafika]. [České Budějovice]: [Úřad města České Budějovice],1998. 1 plakát.
- ŠTOLBOVÁ, Renata. Křížová cesta. Kostelní Vydří: Karmelitánské nakladatelství, 2002. 39 s.
- ŠTOLBOVÁ, Renata. Pojďte s námi do Betléma: [vystřihovací betlém s pohádkami. [České Budějovice: s.n.], ©2008. 16 s.,[8] l. obr. příl
- HALAS, František. Dát život němým věcem světa: [přednáška Františka Halase o poezii]. České Budějovice: Společnost pro kulturní dějiny ve spolupráci s Novou tiskárnou Pelhřimov, 2011.47 s.
- FRIEDL, Paul. Zrzka ze Šumavy. Překlad Maria Pužejová. Praha: Future design studio, 2015.191 stran.
- KOCMAN, Jiří. Básně. České Budějovice: Berová - Jih, [2016?]. 93 stran.

### Výstavy autorské
- 1996 České Budějovice, Galerie Pod kamennou žábou (Obrazy)
- 2012 České Budějovice a Týn nad Vltavou (Bylinářka z hory)
- 2013 Písek (Madony a andělé)
- 2015 Hluboká nad Vltavou a České Budějovice (Krajina mého dětství)

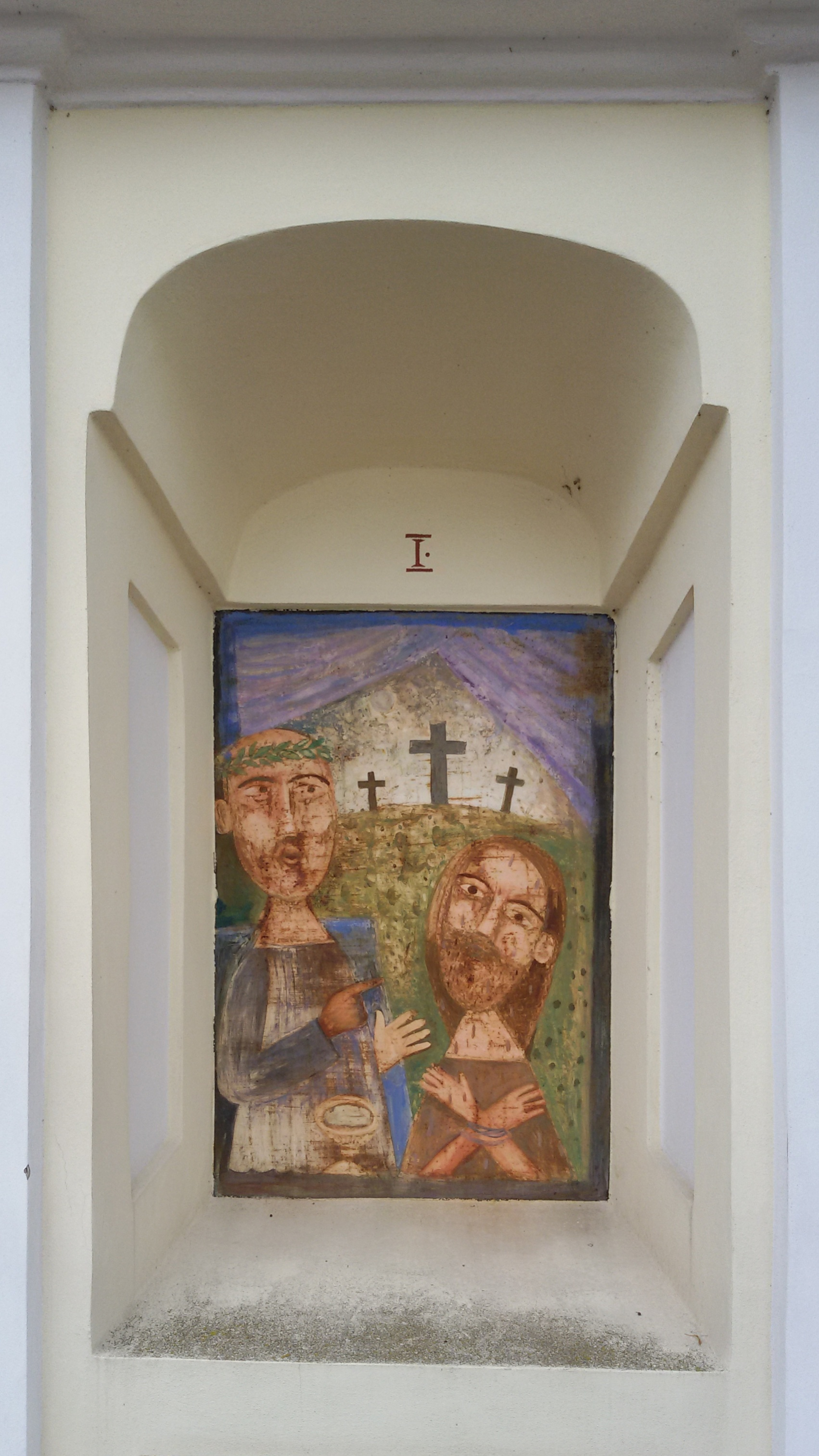
Křížová cesta v Dobré Vodě u Českých Budějovic, zastavení 1

### Výstavy kolektivní, výběr
- 1999 Týn nad Vltava (Šumavský betlém)
- 2005, 2012, 2013, 2015 Týn nad Vltavou (Vltavotýnské dvorky)
- 2005 Hluboká nad Vltavou (Vánoční inspirace)
- 2010 Praha, klášter bratří františkánů (Na počátku bylo slovo)
- 2012 Plumlov (společně s Adolfem Bornem)
- 2014 Vodňany a Strakonice (Návraty do Bretaně)
- 2017 Hluboká nad Vltavou
- 2022 Hluboká nad Vltavou (Marie Hanušová 80)

### Větší umělecké realizace
- 14 obrazů Křížové cesty v kapličkách kolem barokního poutního kostela Panny Marie Bolestné v Dobré Vodě u Českých Budějovic, malováno na plechové tabule (rok 1999).[7]
- 14 obrazů Křížové cesty v kapličce svatého Václava v Úsilném u Českých Budějovic (rok 2001), olejomalby na plátně.[8]
- Dřevěný malovaný betlém v kostele Panny Marie Bolestné v Dobré Vodě u Českých Budějovic.[9]